# Kosh
Kosh ou Koch (en arménien Կոշ) est une communauté rurale du marz d'Aragatsotn en Arménie, à 18 km du centre d'Achtarak. Elle compte 3 235 habitants en 2009.
Kosh présente des traces remontant à l'Âge du fer, des ruines résidentielles et des constructions avec de grands blocs de pierre de basalte. Kosh est mentionné dans des histoires ou légendes arméniennes du IVe siècle.

## Églises et forteresse
Kosh possède deux églises, celle de Saint-Grégoire, datant des XIIIe et XIVe siècles, et celle de Saint-Gévorg (Saint Georges), construite au XIXe siècle. Il existe aussi une raffinerie de pétrole (datant du XVIIIe siècle). La forteresse de Kosh, construite au XIIIe siècle, est située dans la partie du nord du village, plus exactement sur le sommet d'une colline. Le monument forme des angles droits et des tours circulaires, construites avec une pierre claire et des grands blocs en tuf — une pierre volcanique — avec la partie inférieure constituée de blocs de basalte de diminution grossière.

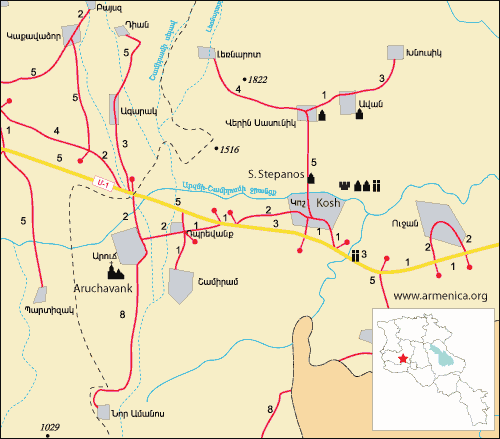
Situation de Kosh.
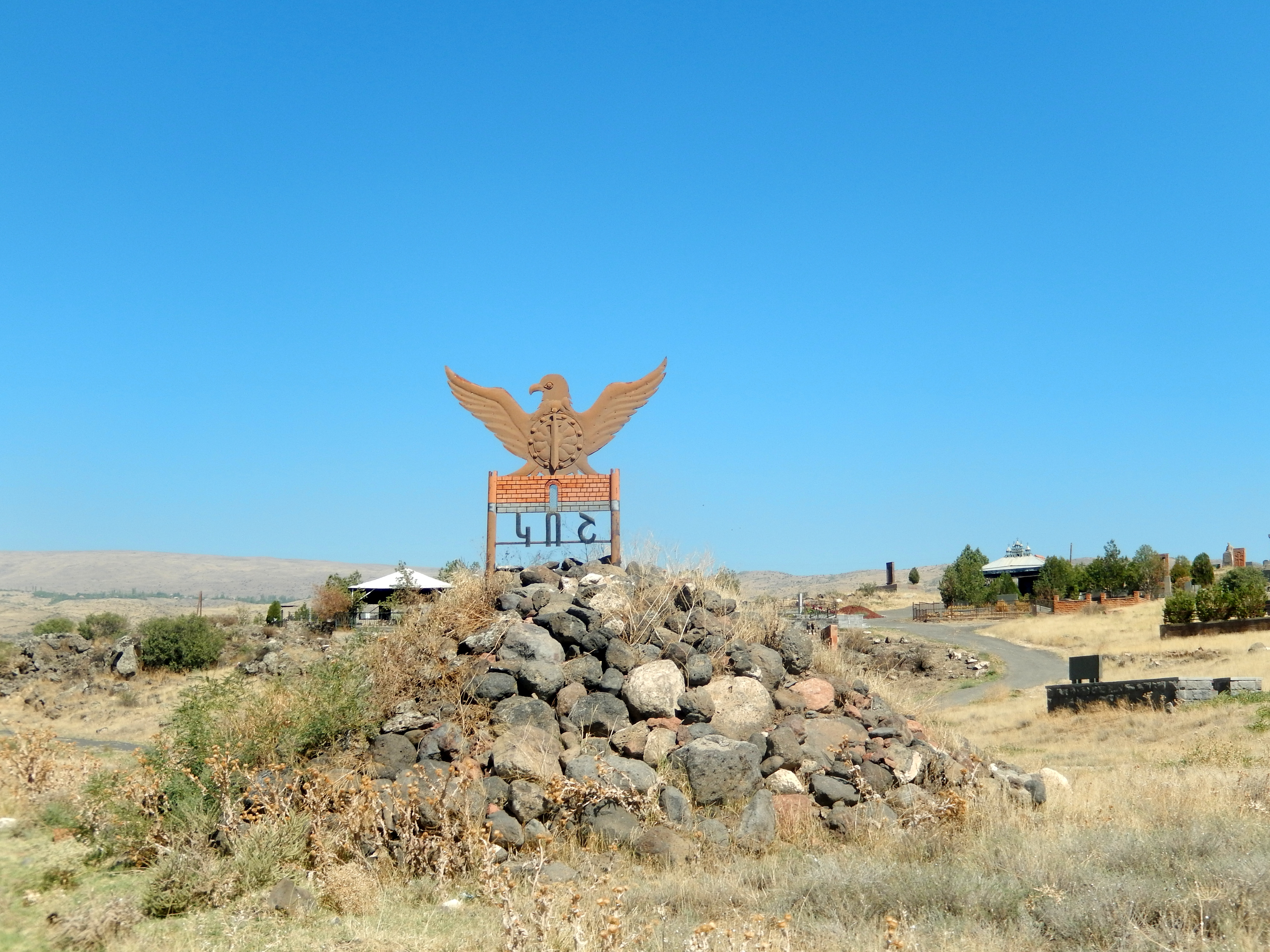
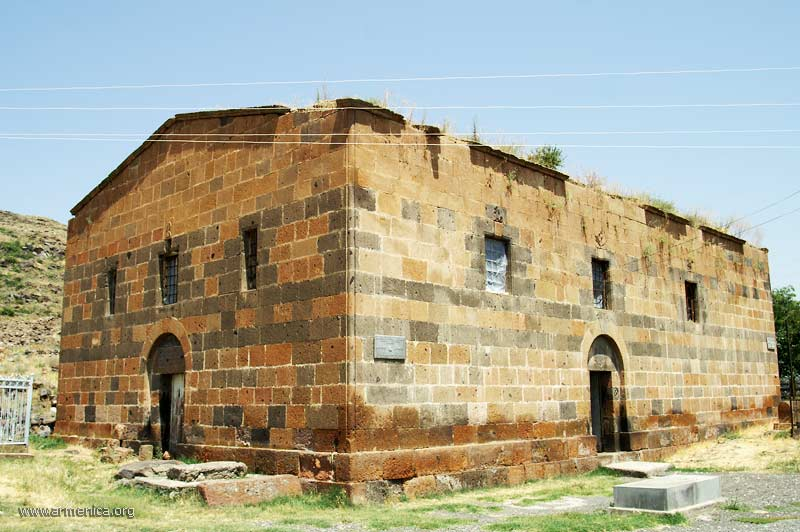
Vue de l'église Saint-Georges.
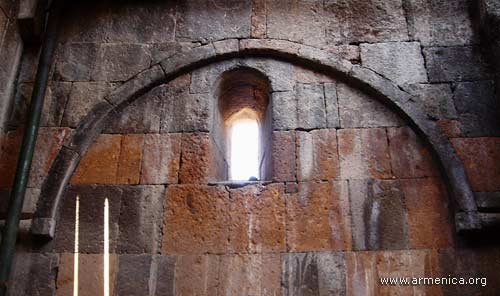
Intérieur de l'église Saint-Georges.